# Alexia của Hà Lan
Alexia Juliana Marcela Laurentien, Vương nữ Hà Lan, Nữ Thân vương xứ Oranje-Nassau (tiếng Hà Lan: Alexia Juliana Marcela Laurentien, Prinses der Nederlanden, Prinses van Oranje-Nassau; sinh ngày 26 tháng 06 năm 2005) là con gái thứ hai của Willem-Alexander, Quốc vương Hà Lan và Vương hậu Máxima. Vương nữ Alexia là thành viên của Vương thất Hà Lan và hiện đứng thứ 2 trong dòng kế vị ngai vàng của Vương quốc Hà Lan.

## Cuộc sống
Alexia đã được sinh ra tại Bệnh viện Bronovo ở The Hague. Rửa tội của cô diễn ra vào ngày 19 tháng 11 năm 2005 trong nhà thờ Wassenaar. Các cha mẹ đỡ đầu của Vương nữ Alexia: Vương tức Mathilde, Công tước phu nhân xứ Brabant; Jonkvrouwe Alexandra Jankovich de Jeszenice; Friso van Oranje-Nassau van Amsberg, Juan Zorreguieta và Jonkheer Frans Ferdinand de Beaufort. Alexia có một chị gái là Catharina-Amalia, Nữ Công tước xứ Brabant, và có một em gái là Vương nữ Ariane.

## Liên kết
- http://www.koninklijkhuis.nl/english/index.html Lưu trữ ngày 26 tháng 3 năm 2010 tại Wayback Machine